# Dario Ambrosini
Dario Ambrosini (né le 7 mars 1918 à Cesena en Italie et mort le 14 juillet 1951 à Albi, France) est un coureur de vitesse moto italien de l'équipe de course d'usine Benelli. 
Il a terminé deuxième derrière son compatriote Bruno Ruffo lors du premier championnat du monde organisé par la FIM en catégorie 250 cm3 en 1949. Il est revenu en 1950 et a remporté le championnat du monde 250 cm3 avec trois victoires dont une lors du lightweigth TT au Tourist Trophy de l'Île de Man,.

## Carrière en course
Ambrosini commence sa carrière sur le circuit de Vérone en 1939, il remporte la course sur une Benelli 250. 
Cette même année, toujours sur la moto de l'usine de Pesaro, il gagne également des courses nationales à Rome, Terni et Spolète. 
Passé dans l'équipe Moto Guzzi (rivale de Benelli en "quart de litre") lors de la saison 1940, il restera à Mandello del Lario - berceau de Moto Guzzi - jusqu'en 1947. 
En fin de saison il revient à Pesaro, et avec la mise à jour de la 250 d'avant-guerre il remporte les coursrs à Cesena, à Lugano et au Grand Prix de Suisse à Genève et dans d'autres courses nationales et internationales.
Il redevient pilote Benelli en 1948.

## Carrière en Grand Prix
Lors du premier championnat du monde organisé par la FIM en catégorie 250 cm3 en 1949, il termine deuxième du championnat sur sa Benelli derrière son compatriote Bruno Ruffo, ayant remporté le Grand Prix des Nations et une 2e place en Suisse, soit 19 points.  
Il revient en 1950 et remporte le championnat du monde 250 cm3 avec trois victoires, dont une lors du lightweigth TT au Tourist Trophy de l'Île de Man,. Il remporte également la course en Suisse, en Italie, ainsi qu'une seconde place en Ulster, toujours sur une Benelli.  
En 1951, il entame le championnat par une victoire en Suisse et une seconde place au TT. Le Grand Prix suivant du calendrier est le Grand Prix de France qui se courre à Albi près de Toulouse, sur le « circuit des Planques ».
Ce premier GP de France de l'histoire du championnat du monde FIM commence par une tragédie survenue lors des essais du samedi. Le champion du monde 250 en titre, Dario Ambrosini, glisse sur le macadam rendu glissant par la chaleur et heurte un poteau télégraphique. Il meurt lors de son transfert vers l'hôpital.
L'usine Benelli se retire en signe de deuil et ne reviendra en GP que de nombreuses années plus tard.

## Résultats en Grand Prix Moto
Système de points 1949. Seuls les points de 3 courses sur 5 (ou 6) étaient retenus.
| Position | 1er | 2e | 3e | 4e | 5e | Meilleur tour |
| Points   | 10  | 8  | 7  | 6  | 5  | 1             |

Système de points de 1950 à 1968 :
| Position | 1 | 2 | 3 | 4 | 5 | 6 |
| Points   | 8 | 6 | 4 | 3 | 2 | 1 |

| Couleur  | Résultat                       |
| -------- | ------------------------------ |
| Or       | Vainqueur                      |
| Argent   | 2e place                       |
| Bronze   | 3e place                       |
| Vert     | Classé dans les points         |
| Bleu     | Classé hors des points         |
| Bleu     | Non classé (Nc.)               |
| Violet   | Abandon (Abd.)                 |
| Rouge    | Non qualifié (Nq.)             |
| Rouge    | Non pré-qualifié (Npq.)        |
| Noir     | Disqualifié (Dsq.)             |
| Blanc    | Non partant (Np.)              |
| Blanc    | Forfait (Forf.)                |
| Blanc    | Course annulée (A)             |
| Neutre   | Non présent                    |
| Neutre   | Exclu (Ex.)                    |
| Gras     | Pole position                  |
| Italique | Meilleur tour en course        |
| †        | Classé sans terminer la course |
| 1 2 3 …  | Classement dans la catégorie   |

| Année | Catégorie | Équipe  | 1     | 2     | 3     | 4     | 5     | 6       | 7     | 8     | Points | Rang | Victoire |
| ----- | --------- | ------- | ----- | ----- | ----- | ----- | ----- | ------- | ----- | ----- | ------ | ---- | -------- |
| 1949  | 250 cm3   | Benelli | TT NC | SUI 2 | ULS - | NAT 1 |       |         |       |       | 19     | 2e   | 1        |
| 1950  | 250 cm3   | Benelli | TT 1  | SUI 1 | ULS 2 | NAT 1 |       |         |       |       | 24     | 1er  | 3        |
| 1951  | 250 cm3   | Benelli | ESP - | SUI 1 | TT 2  | BEL - | NED - | FRA (†) | ULS - | NAT - | 14     | 3e   | 1        |